# Спрингфилд (тауншип, Миннесота)
Спри́нгфилд (англ. Springfield) — тауншип в округе Коттонвуд, Миннесота, США. На 2000 год его население составило 161 человек.

## География
По данным Бюро переписи населения США площадь тауншипа составляет 93,5 км², из которых 93,4 км² занимает суша, а 0,1 км² покрыто водой (0,08 %).

## Демография
По данным переписи населения 2000 года здесь находились 161 человек, 64 домохозяйства и 49 семей. Плотность населения — 1,7 чел./км². На территории тауншипа расположено 70 построек со средней плотностью 0,7 построек на один квадратный километр. Расовый состав населения: 99,38 % белых, 0,62 % — других рас США. Испанцы или латиноамериканцы любой расы составляли 2,48 % от популяции тауншипа.
Из 64 домохозяйств в 35,9 % воспитывались дети до 18 лет, в 71,9 % проживали супружеские пары, в 1,6 % проживали незамужние женщины и в 21,9 % домохозяйств проживали несемейные люди. 18,8 % домохозяйств состояли из одного человека, при том 7,8 % из — одиноких пожилых людей старше 65 лет. Средний размер домохозяйства — 2,52, а семьи — 2,86 человека.
23,0 % населения — младше 18 лет, 6,2 % — в возрасте от 18 до 24 лет, 26,1 % — от 25 до 44, 29,8 % — от 45 до 64, и 14,9 % — старше 65 лет. Средний возраст — 40 лет. На каждые 100 женщин приходилось 101,3 мужчин. На каждые 100 женщин старше 18 приходилось 103,3 мужчин.
Средний годовой доход домохозяйства составлял 39 286 долларов, а средний годовой доход семьи — 39 821 доллар. Средний доход мужчин — 30 625 долларов, в то время как у женщин — 16 250. Доход на душу населения составил 15 175 долларов. За чертой бедности не находилась ни одна семья и 1,3 % всего населения тауншипа, из которых 10,0 % старше 65 лет.